# 1896年アテネオリンピックのオーストリア選手団
1896年アテネオリンピックのオーストリア選手団（1896ねんアテネオリンピックのオーストリアせんしゅだん）は、1896年4月6日から4月15日にかけてギリシャ王国の首都アテネで開催された1896年アテネオリンピックのオーストリア選手団、およびその競技結果。

## 概要
今大会は金メダル2個、銀メダル1個、銅メダル2個の合計5個のメダルを獲得した。

## メダル
| メダル | 選手名                 | 競技   | 種目                     |
| ------ | ---------------------- | ------ | ------------------------ |
| 金     | パウル・ノイマン       | 競泳   | 男子500m自由形           |
| 金     | アドルフ・シュマル     | 自転車 | 男子12時間レース         |
| 銀     | オットー・ヘルシュマン | 競泳   | 男子100m自由形           |
| 銅     | アドルフ・シュマル     | 自転車 | 男子333mタイムトライアル |
| 銅     | アドルフ・シュマル     | 自転車 | 男子10kmレース           |